# Dom pani Slater
Dom pani Slater (tytuł oryg. The House on Sorority Row; tytuły alternat. House of Evil i Seven Sisters) − amerykański film fabularny z 1983 roku, którego reżyserem i scenarzystą jest Mark Rosman. Opowiada o grupie studentek, które przypadkiem mordują właścicielkę wynajmowanego domu. Wkrótce bohaterki zaczynają ginąć, jedna po drugiej. W filmie wystąpiły między innymi Kate McNeil, Eileen Davidson i Harley Kozak. 

## Obsada
- Kate McNeil − Katherine „Katey” Rose (w czołówce jako Kathryn McNeil)
- Eileen Davidson − Vicki
- Lois Kelso Hunt − pani Dorothy Slater
- Christopher Lawrence − dr. Nelson Beck
- Janis Ward − Liz (w czołówce jako Janis Zido)
- Robin Meloy − Jeanie
- Harley Kozak − Diane
- Jodi Draigie − Morgan
- Ellen Dorsher − Stevie
- Michael Kuhn − Peter
- Michael Sergio − Rick
- Barbara Harris − głos pani Slater (nieuwzględniona w czołówce)

## Opinie
Krytyk literacki i filmowy, John Kenneth Muir, uważa Dom pani Slater za „podręcznikowy wręcz przykład slashera z lat osiemdziesiątych”, ale też „pozycję, która może poszczycić się diabelskim poczuciem humoru”. Według Jima Harpera, autora książki Legacy of Blood: A Comprehensive Guide to Slasher Movies, film różni się od innych horrorów za sprawą „moralistycznej treści” i mógł zainspirować późniejsze produkcje (w tym Koszmar minionego lata). Albert Nowicki (His Name is Death) pisał: „Udało się Rosmanowi nakręcić slasher nie tylko rozrywkowy i ociekający gore’em, ale też stylowy: już scena otwierająca Dom... urzeka wyszukaną formą i budzi skojarzenia z ciut starszym Happy Birthday to Me. Ciężko o lepszy komplement.”

## Remake
Remake filmu, Ty będziesz następna  (Sorority Row), miał premierę we wrześniu 2009 roku. Wystąpiły w nim między innymi Briana Evigan i Carrie Fisher.